# Трговина дозволама за емисије
Трговина дозволама за емисије је термин којим се означава економски инструмент који се користи за контролу загађења. Најчешће се користи у контексту регулисања загађења ваздуха. Концепт трговине дозволама за емисије подразумјева да се, једном кад се установи укупна количина дозвољеног загађења, дозволе или права за емисије издају или продају субјектима који емитују загађујуће материје, који они могу продавати трећим лицима, који се исто тако морају придржавати прописа о заштити животне средине. На пример, ако једна термоелектрана одлучи да контролише своје емисије у ваздух, тако да оне не достижу дозвољени максимум, она може да прода свој део "неискоришћеног" права, стеченог осигуравајућом дозволом, неком другом индустријском систему или чак држави да то своје право искористи за своје потребе (у циљу повећања производње или одлагања реконструкције својих постројења, усмерене на постизање смањења емисије.)